# North American Eagle Project
North American Eagle Project je reaktivno gnani avtomobil, ki naj bi presegel kopenski hitrostni rekord (Mach 1,02), ki ga je postavil ThrustSSC leta 1997. Pri projektu sodelujeo ameriški in kanadski inženirji. Cilj je hitrost 1300 km/h ali Mach 1,058.

## Vozilo
Dolžina - 56 čevljev (17,07 m)
Teža - 13 000 funtov  (5900 kg)
Šasija - od lovca F-104A-10 Starfighter

## Motor
General Electric LM - 1500 turboreaktivni motor (verzija motorja GE J79) 
Moč motorja:
- Za testiranje: 42 500 KM (31,7 MW)
- Za rekord: 52 000 KM (

Poraba goriva:
- Prosti tek: 151 l/min
- 100% moč 303 l/min
- Največja moč: 341 l/min

## Zaviralni sistem
Uporablja štiri metode
1. Visokohitrosttne zračne zavore, prej uporabljene za pikiranje na lovcu F-104
2. Visokohotrostno zračno padalo za hitrosti na 700 mph
3. Nizkohitrostno zračno padalo < 350 mph.
4. NIB magnet za anti-skid